# 반구동
반구동(伴鷗洞)은 울산광역시 중구의 법정동이다. 마을 안쪽에 약사천, 동쪽으로 동천, 남쪽으로는 태화강이 흐르고 접목 지점에는 조수도래지로 지정되어 있으며 울산의 남구, 동구, 구시가지로 연결되는 교통요충지 역할을 하고 있다. 임진왜란 때 의병장이었던 퇴사제 이응춘이 이곳에 정자를 세워 반구정이라 하였고, 1708년 숙종 때 반구정서부리, 반구정동부리, 서낭당리, 구교동리의 4개 마을로 있었으며, 1914년 행정구역개편 반구리가 되었다.

## 역사
반구동은 1708년 숙종 34년에 구교동리·반구정 서부리·반구정동부리·서낭당리의 4개마을로 갈라져 있었다. 1765년 영조 41년에는 구교동리·서부리·동부리·해성리·동령리로, 정조 때는 구교리·서부리·동부리·내서낭당리·동령리, 1894년 고종 31년에는 구교동·구정동·동부동·내황동, 1911년에는 구교동·서부동·동부동·내동동으로 갈라져 있었으나 1914년의 행정구역개편 때 이를 합하여 반구리라 하였다.

## 학교
- 학성초등학교
- 내황초등학교
- 가온중학교
- 울산가온고등학교